# 노동적기훈장

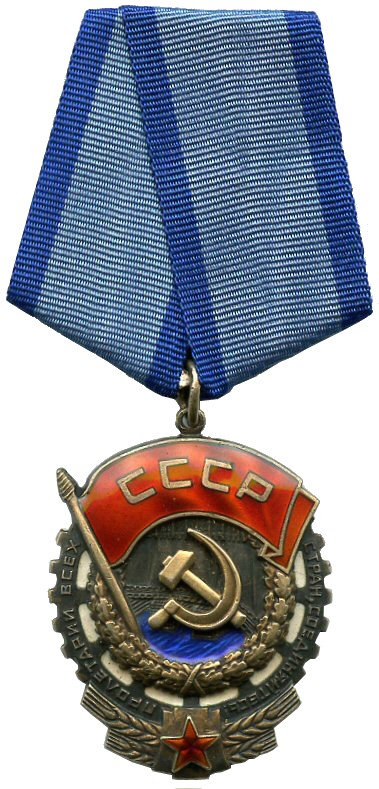

노동적기훈장(러시아어: Орден Трудового Красного Знамени)은 소련의 훈장 중 하나이다. 생산, 과학, 문화, 문학, 예술, 교육, 보건, 사회 등 분야에서 특출난 업적을 세운 사람에게 수여했다. 적기훈장의 민사 버전이라고 할 수 있다. 노동적기훈장은 1920년 12월 28일 러시아 SFSR의 상훈으로 제정되어 1928년 9월 7일과 1928년 9월 15일의 최고 소비에트 결의로 전연방 상훈이 되었다. 훈장의 위상과 수여 기준은 1936년 5월 7일, 1943년 6월 19일, 1980년 3월 28일, 1980년 7월 18일에 4차례 개정을 거쳤다.

## 같이 보기
- 소련의 상훈
- 적기훈장